# アレクサンドル・ラジーシチェフ

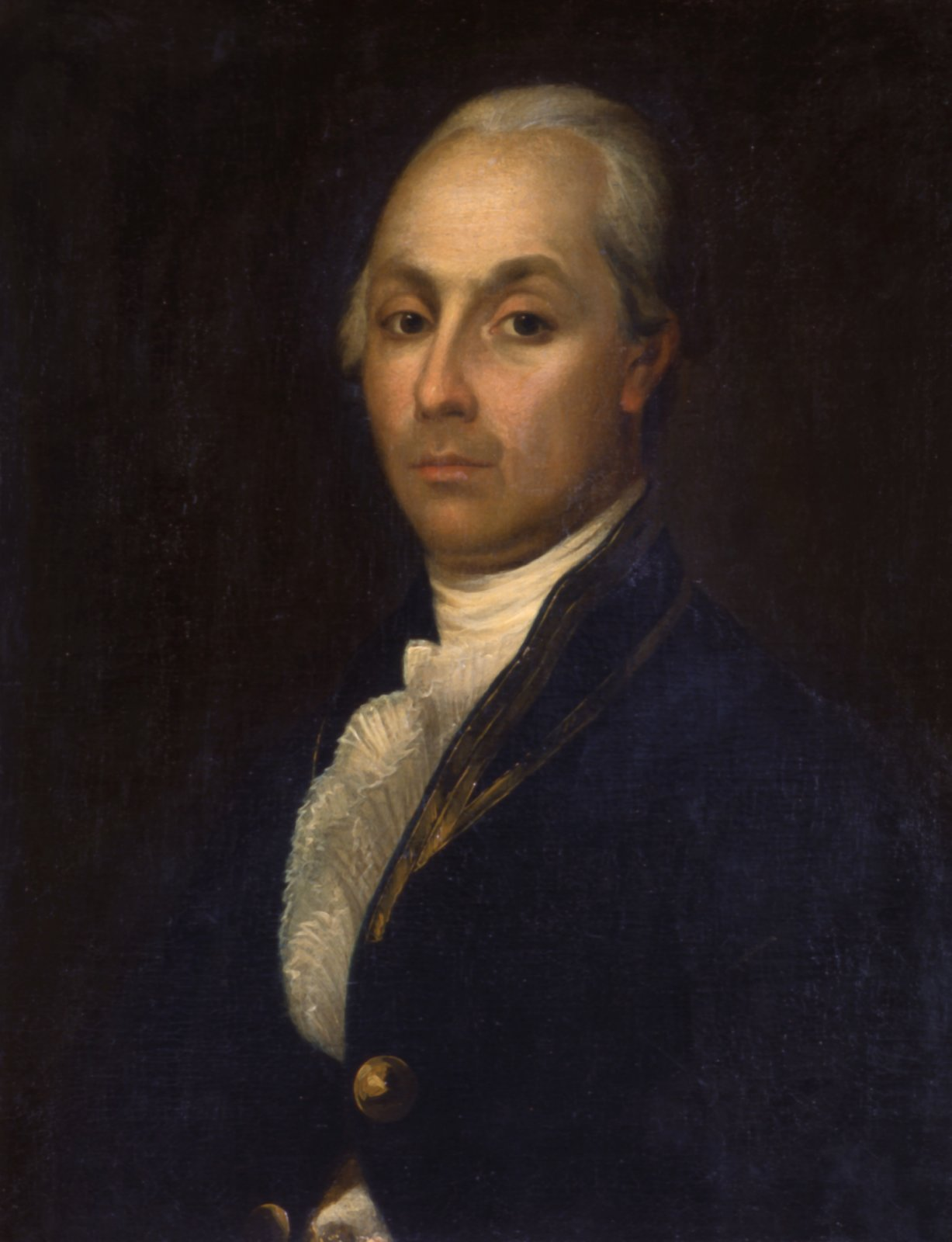
ラジーシチェフの肖像画（油彩画）

アレクサンドル・ニコラエヴィチ・ラジーシチェフ（ロシア語: Алекса́ндр Никола́евич Ради́щев, ラテン文字転写: Aleksandr Nikolayevich Radishchev, 1749年8月31日 - 1802年9月24日）は、ロシア帝国の貴族・思想家。

## 人物・略歴
ロシア帝国（ロマノフ朝）時代の貴族で、女帝のエカチェリーナ2世に仕えた。1773年にエメリヤン・プガチョフによってプガチョフの乱が起こると、女帝に農奴解放を訴えて多くの著作を発表した。このため女帝に警戒されるようになり、1789年にフランス革命が始まると遂には危険な思想家として逮捕され、その著作は発禁となり、シベリアに流刑に処された。シベリアに流されている間も、農奴解放など多くの著書を発表したりしている一方で、地元民に対して教育を施したり、種痘を行ったりして、地元民には慕われたようである。
1796年11月に女帝が死去してパーヴェル1世が即位する。パーヴェル1世は母帝の政策を徹底的に否定し、流罪にされていたラジーシチェフも罪を許されて帝都・サンクトペテルブルクに召還された。しかし、召還されたとはいえ、彼はその思想を変えようとしなかったため、パーヴェルは厳しく監視させている。
1801年3月にパーヴェルが暗殺され、アレクサンドル1世が即位すると事態は急変する。父の政策を否定するアレクサンドルはラジーシチェフを危険な思想家として迫害し、遂には逮捕しようとしたため、追いつめられたラジーシチェフは1802年に服毒自殺を遂げた。54歳没。

## 主著
1790年、『ペテルブルクからモスクワへの旅』を刊行し、当時のロシア農奴制の実態をいきいきと描いている。これは、ペテルブルクからモスクワへの旅日記のスタイルをとりながらも農民の悲惨な日常と貴族による農民に対する非人間な扱いを克明に記して農奴制告発の主張が込められていた。そのなかには、
という記述もあった。エカチェリーナ2世は、この本を発禁処分とし、著者に対しては「（反乱を指導した）プガチョフよりもおそろしい」と述べてシベリアへの流刑に処した。

## 影響・逸話
彼の著作はアレクサンドル・プーシキンをはじめ後世のロシアの思想家に多くの影響を与え、1861年のアレクサンドル2世による農奴解放令の原因のひとつとなった。しばしばロシア革命の先駆者としても扱われる。なお、シベリアに流刑に処された際、当時ロシアに漂流していた日本人の大黒屋光太夫と会見したという。
その大黒屋光太夫の帰国に尽力した博物学者キリル・ラックスマンが1796年1月に日本への学術調査に出発する予定でシベリアに向かったが、トボリスクから100キロ離れたヴァガイ河畔で病死したと聞いたラジーシチェフは、もとの上司ヴォロンツォーフ公爵にあてた書簡で深い哀悼の念を伝えている。彼は偉大な学者であったラックスマンを心から尊敬しており、流刑先のイリムスクで対面できると期待していたのである。